# UFC Fight Night: Rockhold vs. Branch
UFC Fight Night: Rockhold vs. Branch (também conhecido como UFC Fight Night 116) foi um evento de artes marciais mistas (MMA) produzido pelo Ultimate Fighting Championship, ocorrido no dia 16 de setembro de 2017, na PPG Paints Arena, em Pittsburgh, Pennsylvania.

## Background
Este evento será o terceiro que o UFC recebe em Pittsburgh, Pennsylvania.
Uma luta no peso-médio entre o ex-Campeão Peso-Médio do Strikeforce e ex-Campeão Peso-Médio do UFC, Luke Rockhold, e o ex-Campeão Peso Médio do WSOF e ex-Campeão Meio Pesado do WSOF, David Branch, irá encabeçar este evento.
Um combate pesado entre Justin Ledet e Dmitriy Sosnovskiy era esperado para acontecer no UFC Fight Night: Bermudez vs. Korean Zombie. No entanto, Ledet saiu da luta em 26 de janeiro, alegando uma lesão não revelada, e funcionários de promoção eleitos para remover Sosnovskiy do cartão. Por sua vez, o UFC confirmou que Ledet foi suspenso por quatro meses após o teste positivo para uma substância proibida. Esperava-se que a luta acontecesse neste evento. Posteriormente, Sosnovskiy foi retirado do cartão em 10 de setembro e substituído pelo recém-chegado promoção Zu Anyanwu.
Um evento de 19 de agosto (originalmente previsto para o UFC 215) teve duas lutas anunciadas, incluindo uma luta de peso welter entre Mike Perry e o ex-desafiador do campeonato welter UFC Thiago Alves, bem como uma luta de peso médio entre o ex-campeão dos médios Bellator, Hector Lombard e Anthony Smith. Depois que o evento foi cancelado, ambas as lutas ocorreram nesse evento. Por sua vez, Alves saiu da luta em 13 de setembro. Ele foi substituído pelo recém-chegado promoção Alex Reyes.
Uma luta de peso médio entre Krzysztof Jotko e Uriah Hall deveria ocorrer no UFC Fight Night: Jędrzejczyk vs. Penne em junho de 2015. No entanto, Hall foi removido devido a problemas de visto e funcionários de promoção eleitos para remover Jotko do cartão também. A luta ocorreu neste evento.
Um ataque de peso gordo entre Felipe Arantes e Luke Sanders foi retirado do cartão depois que Arantes ficou doente em 14 de setembro por uma doença não revelada.

## Bônus da Noite
- Luta da Noite:  Gregor Gillespie vs.  Jason Gonzalez
- Performance da Noite:  Mike Perry e  Uriah Hall